# М. В. С. Харанатха Рао
М. В. С. Харанатха Рао (тел. ఎం. వి. ఎస్. హరనాథ రావు; 27 липня 1948, Ґунтур — 9 жовтня 2017, Онголі) — індійський драматург, сценарист і актор, який працював в театрі і кіно на телугу. Автор діалогів для більш ніж 150 фільмів. Більшість його діалогів прогресивні за природою та є вдосконаленням суспільства. П'ятиразовий лауреат Nandi Awards.

## Біографія
Харанатха Рао народився 27 липня 1948 року. Він цікавився театральним мистецтвом, з 6 років виступав на театральній сцені. Його батько Рангачарюлу (Rangacharyulu) був офісним працівником, а мати — професійним музикантом. Він ходив на міфологічні драми разом зі своїм батьком. Коли його мати перевели в Онголу, Хараната Рао також вирушив туди і поступив в Коледж Сарми (Sarma College). Навчався в Гунтурі і здобув ступінь в області комерціЇ.
Він одружився з Котешвараммою, яка є вчителем школи Govt в Онголі. Хараната Рао подорожував з Онголи в Ченнай / Хайдарабад, щоб мати хороший баланс між роботою та особистим життям. Котешварамма підтримувала Харанатха Рао у всіх аспектах життя. У них є троє дітей: Сахит'я, Шрі Сукта і Нат'я (два сини і дочка).
М. В. С. Харанатха Рао помер від зупинки серця 9 жовтня 2017 року Онголі.

## Творчий шлях
Перша написана Рао п'єса мала назву Rakta Bali (Криваве жертвоприношення). Остання — Kanya Varasulkam, що показує впевнену сучасну жінку-телугу в своєму соціальному середовищі. Ця п'єса виграла премію за кращу драму від Департаменту у справах культури Андхра-Прадеш.
Серед інших його відомих п'єс: Raktabali, Jagannatha Ratha Chakralu, Kshirasagara Mathanam і Antham Kadidi Arambham. Дві його п'єси, Lady Champina Puli Netturu і Aranya Rodanam, згодом були екранізовані як Erra Mandaram (1991) і Ida Prapachanam (1987) відповідно.
У кіно Рао прийшов завдяки режисерові Т. Крішна. Він помітив його в театрі, і написав діалоги майже для всіх його фільмів. Хараната Рао хороший друг Т. Крішни з студентських років. Вони обидва працювали разом на сцені. Після того, як вони стали свідками драм в Віджаяваді в рамках святкування сцени, М. В. С. Харанатха Рао був натхненний на проведення ретельного дослідження і написав п'єсу під назвою Jagannatha Ratha Chakralu («Колеса колесниці лорда Джаганнатхи»). Цей роман про філософському існування бога. Він отримав критичний відгук від таких людей, як Кодаватіганті (також знаний як Ко Ку), Гора і Атрейю.
Серед найбільш відомих його робіт фільми Pratighatana (1985), Idaa Prapancham (1987), Bharata Nari (1989), Anna (1994) і Ammayi Kapuram (1995), що принесли йому премію «Nandi» за кращі діалоги. Рао також знявся приблизно в 20 фільмах і отримав визнання за свою акторську виконання в фільмах Rakshasudu і Swayamkrushi. Однією з останніх його робіт стала роль у фільмі Hora Hori режисера Теджена.
Його п'єса Kanya Vara sulkam була удостоєна кращою драматичною нагородою Департаменту культури штату Андхра-Прадеш. П'єса Kshira Sagara Mathanam (Збовтування міфологічного океану) отримала нагороду академії Сахіті. Крім написання п'єс, він також керував і складав музику для деяких п'єс.
У 1980 році, коли Andhra Nataka Parishat та Rajamandri проводив змагання за сценічні вистави, його чотири п'єси виграли 20 з 25 нагород.

## Список сценічних п'єс
- Raktabali
- Jagannatha Ratha Chakralu
- Kshirasagara Mathanam
- Antham Kadidi Arambham
- Yakshaganam
- Redlight Area
- Mee Peremiti?
- Boochi
- Adavilo aksharalu
- Ledi panja
- Tere naam
- Harmonium
- Thalangu Thakadhimi
- Janani Jaiahe
- Khadga Srushti
- Prajakavi Vemana
- Naivedyam

## Фільмографія
Він написав діалоги для більш ніж 150 фільмів. Він отримав чотири Nandi Awards за фільми Pratighatana, Bharata Nari, Anna, Ammayi Kapuram, Idaa Prapancham за свою історію/діалоги. Він також виступав у більш ніж 30 фільмах.

### У ролі автора
- Pratighatana
- Bharata Nari
- Idaa Prapancham
- Desamlo Dongalu Paddaru
- Devalayam
- Repati Pourulu
- Manchi Donga
- Yuddha Bhoomi
- Rakshasudu
- Ramayanam
- Inspector Pratap
- Dharma Chakram
- Adapilla
- Adigo Alladigo
- Akali neku Joharlu
- Ammayi Kapuram
- Anna
- Aruna Kiranam
- Athagaru Swagatham
- Bharatha SimhaReddy
- Broker (film)
- Chalo Assembly
- Desam lo dongalu paddaru
- Devalayam
- Dr. Ambedker
- Emandi Avidochindi
- Jai (2004 Telugu film)
- Kallu
- Kodukulu
- Kondapalli Rattaya
- Kuthuru
- Leader
- M Dharma Raju MA
- Ma ayina bangaram
- Manavudu Dhanavudu
- Manchi Donga
- MLA Edukondalu
- Modilla Muchata
- Nenu Saitam
- Paruvu pretishta
- Praanam
- Punyabhumi nadesam
- Sagatu manishi
- Sardhar krishnama naidu
- Seetakka
- Sutradharulu
- Srimathi velostha
- Stuvartu puram police station
- Subhapradam
- Swarnakka
- Swati Kiranam
- Yerra Mandaram
- Yuddha Bhoomi
- Vande Mataram (1985 film)
- Taraka Ramudu
- Navayugam
- Encounter
- Repati Rowdy
- Pichipullaiah
- Atha nekoduku jagartha
- Oka yadardha prema katha
- Vadani malli
- Vadina gari gajulu
- Vamsam
- Gunda rajyam
- Mamatala kovela
- Pathala Bhairavi(Hindi) — Translated by khadar khan
- Andam

### У ролі актора
- Rakshasudu
- Aadapilla
- Chitram
- Devalayam
- Swayamkrushi
- Dharma Chakram
- Broker (film)
- Hora hori
- M Dharma Raju MA
- Bhargava Ramudu
- Paruvu Pretishta
- Moodilla muchata
- 1 2 3 from Amalapuram
- Sambhavami Yuge yuge
- Akali neku joharlu
- Artharatri Swatantram
- Chalo Assembly
- Gunda rajyam
- Kulala kurukshetram

## Нагороди
1. Nandi Awards
  - Найкращий письменник з діалогу, 1985 — Pratighatana
  - Найкращий письменник з діалогу, 1987 — Idaa Prapancham
  - Найкращий письменник діалогу, 1989 — Bharata naari
  - Найкращий письменник діалогу, 1994 — Anna
  - Найкращий письменник оповіді ,1995 — Ammayi Kapuram
2. AndhraPradesh Sahitya Academy Award for Best Writer
3. Pinnisetty Smarka Award
4. Acharya Athreya Award
5. Dasari Swarna Kankanam
6. Putchalapalli Sundaraiah Smaraka Award
7. Chatla Sriramulu Trust Award
8. Kandukuri Rangasthala Award